# 春興鏡獅子

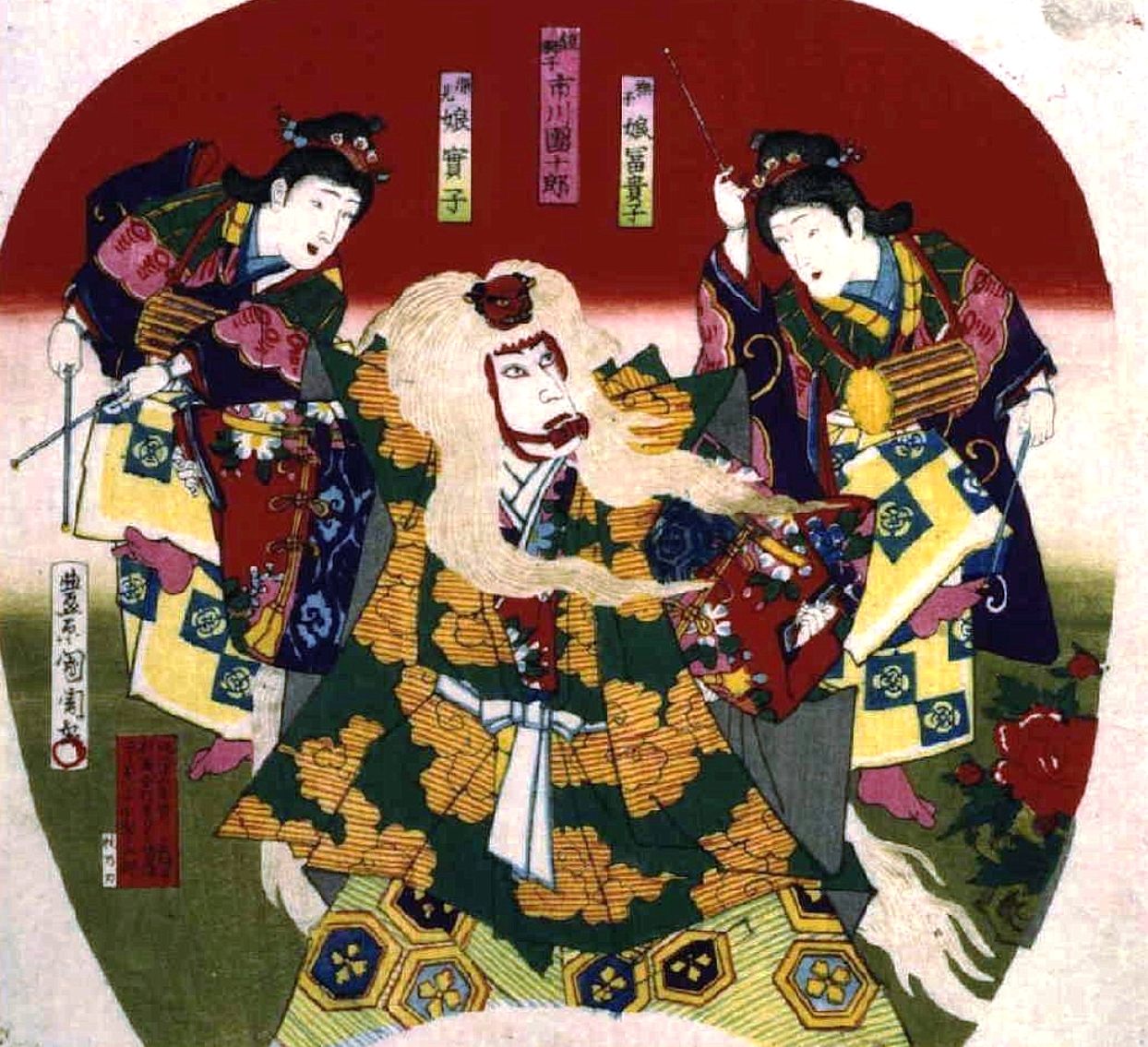
『春興鏡獅子』　九代目市川團十郎の鏡獅子、市川実子の深見、市川富貴子の撫子。明治26年、豊原国周画。団扇絵として描かれたもの。

『春興鏡獅子』（しゅんきょうかがみじし）とは、歌舞伎および日本舞踊の演目のひとつ。明治26年（1893年）3月、東京歌舞伎座初演。通称『鏡獅子』。新歌舞伎十八番のひとつ。

## 解説
石橋物のなかでは人気演目として知られており、当時の歌舞伎座の中幕として出された長唄の所作事である。作詞は福地桜痴、作曲は三代目杵屋正次郎、振付けは二代目藤間勘右衛門と九代目市川團十郎。團十郎は『枕獅子』という長唄の所作事を自分の娘たちが稽古するのを見て、これは廓の傾城がのちに獅子の所作となるものであり、歌詞も色っぽいのを福地桜痴に頼んで改めたものである。歌舞伎舞踊を格調高いものにすることを目指していた團十郎は廓や傾城といった情事を連想させる設定を嫌い、『枕獅子』の歌詞をほぼそのまま使いながらも舞台を廓から江戸城大奥に変え、主人公も傾城を大奥の女小姓に変更した。
その内容は大奥の正月七日の「御鏡餅曳き」の日、そこへ奥女中たちがお小姓の弥生を引っ張り出し、弥生に踊るよう勧める。弥生は最初拒むもしまいには致し方なく、踊りを見せる。ところが踊るうちに、その場にあった獅子頭を手にすると獅子頭には魂が宿っていて、弥生の体を無理やり引きずりながらどこかへ行ってしまう。やがて獅子の精が現われ、胡蝶とともに牡丹の花に遊び狂うというものである。獅子の姿は白のカシラに法被半切という本行（能）の『石橋』に倣った扮装となっている。
「御鏡餅曳き」とは、諸家諸侯より献上された正月の鏡餅を「お舟」と称するそりに載せ、それを御膳所の役人や下男たちが大奥の中で引回し、また引回すにあたって賑やかな音曲や仮装などの余興を伴うという行事で、普段は将軍以外男子禁制の場所もこの日は御鏡餅曳きとして立入る事が出来た（『風俗画報』）。獅子頭はその余興に使われる小道具のひとつで、お小姓という御台所に仕える若い腰元が余興として一曲踊らされるというのが『鏡獅子』の場面設定である（ただし実際の御鏡餅曳きではこのようなことはありえなかったという）。御鏡餅曳きの日に現われた獅子なので『鏡獅子』という。
このお小姓弥生と獅子の精を團十郎が演じたが、このとき一緒の舞台に出ていた胡蝶が市川実子（のちの二代目市川翠扇）と市川富貴子（のちの市川旭梅）で、いずれも團十郎の娘たちである。歌舞伎では女歌舞伎の禁止以来、女子が男の役者とともに舞台に立つことはなかったが、このときの團十郎の娘たちはその前例を破ったことでも知られる。
弥生が持つ獅子は「手獅子」と呼ばれる小さなもので、これを片手で持って踊る。初演時にはこの手獅子は台に載せ、これを舞台上手の適当とされる所に置くだけだったようだが、現在では上手に祭壇を設けその上に手獅子が置かれる。また初演の時には用人という侍ふたりと、「お末」と呼ばれる雑用をこなす身分の低い女中ふたりが最初に出てせりふの後、お末たちがお小姓弥生を上手より引き出しているが、のちにこれらお末は打掛姿の身分の高そうな老女と中老という奥女中たちとなっている。

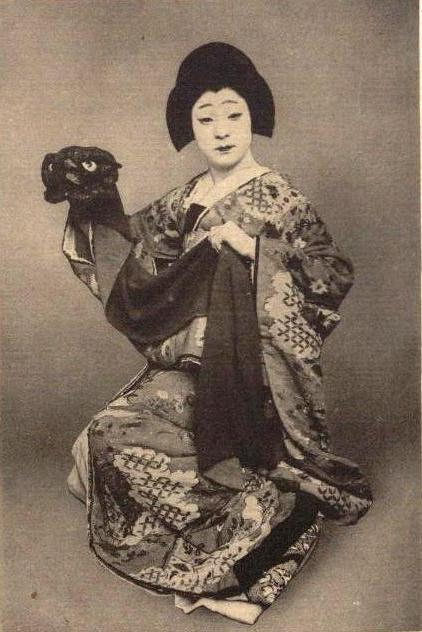
六代目尾上菊五郎のお小姓弥生。大正時代。

九代目團十郎はこの『鏡獅子』を一度しか演じておらず、その後大正3年（1914年）に市川翠扇から『鏡獅子』の振付けを教わった六代目尾上菊五郎が演じ、以後自身の当り芸とした。六代目菊五郎没後もほかの役者によって演じられ今日に至っている。
なお江戸学の三田村鳶魚は六代目菊五郎の『鏡獅子』を観て、幕末に外国奉行の属吏（下級役人）にすぎなかった福地桜痴は大奥の実情に疎く、御鏡餅曳きでの事やお小姓弥生の格好など、すべて当時のことを知らぬ者が妄想した創作であり、それが大奥の実際であったかのように誤解され広まるのでないかとの危惧を述べている。

## 初演の時の主な役割
- お小姓弥生、獅子の精…九代目市川團十郎
- お小姓深見、胡蝶の精…市川実子
- お小姓撫子、胡蝶の精…市川富貴子